# アンドレ・ブノワ・タウレル
アンドレ・ブノア・タウレル（André Benoist Barreau Taurel、1794年9月6日 - 1859年2月11日）は、フランス生まれの版画家である。1828年からオランダで働き、アムステルダムの王立美術アカデミーの校長を務めた。

## 略歴
パリで軍人の息子に生まれた。パリの美術学校で、絵画をフランソワ＝アンドレ・ヴァンサンやピエール＝ナルシス・ゲランに学び、版画をシャルル・クレマン・ベルビック（Charles Clément Bervic: 1756-1822）に学んだ 。フランス復古王政の時代になった1818年に版画部門のローマ賞を受賞し、ローマに留学し1823年までローマで過ごした。1819年に在ローマ・フランス・アカデミーの校長のシャルル・テブナンの養女のHenriette Ursule Claire Théveninと結婚した 。
1828年にネーデルラント連合王国に招かれ、アムステルダムの美術アカデミーの校長に任命され家族とオランダに移った。1839年に画家のヤン・アダム・クルーゼマンらとアムステルダムの美術家団体「Arti et Amicitiae（芸術と友情）」を創設した。1836年に最初の妻が亡くなった後、1844年に再婚した。
1843年にルクセンブルク大公国から柏葉冠勲章を受勲した。
1859年にアムステルダムで亡くなった。息子のエドゥアール（Edouard Taurel: 1824-1892）、オーギュスタン（Augustin Taurel: 1828-1879）、アンドレ（André  Taurel: 1833-1866）は父親から学び、芸術家になった。アンドレ・ブノア・タウレルに学んだ学生には Henricus Wilhelmus Couwenbergや Johannes de Mare、Johan Heinrich Rennefeld 、Paul Tétar van Elven らがいる。

## 作品

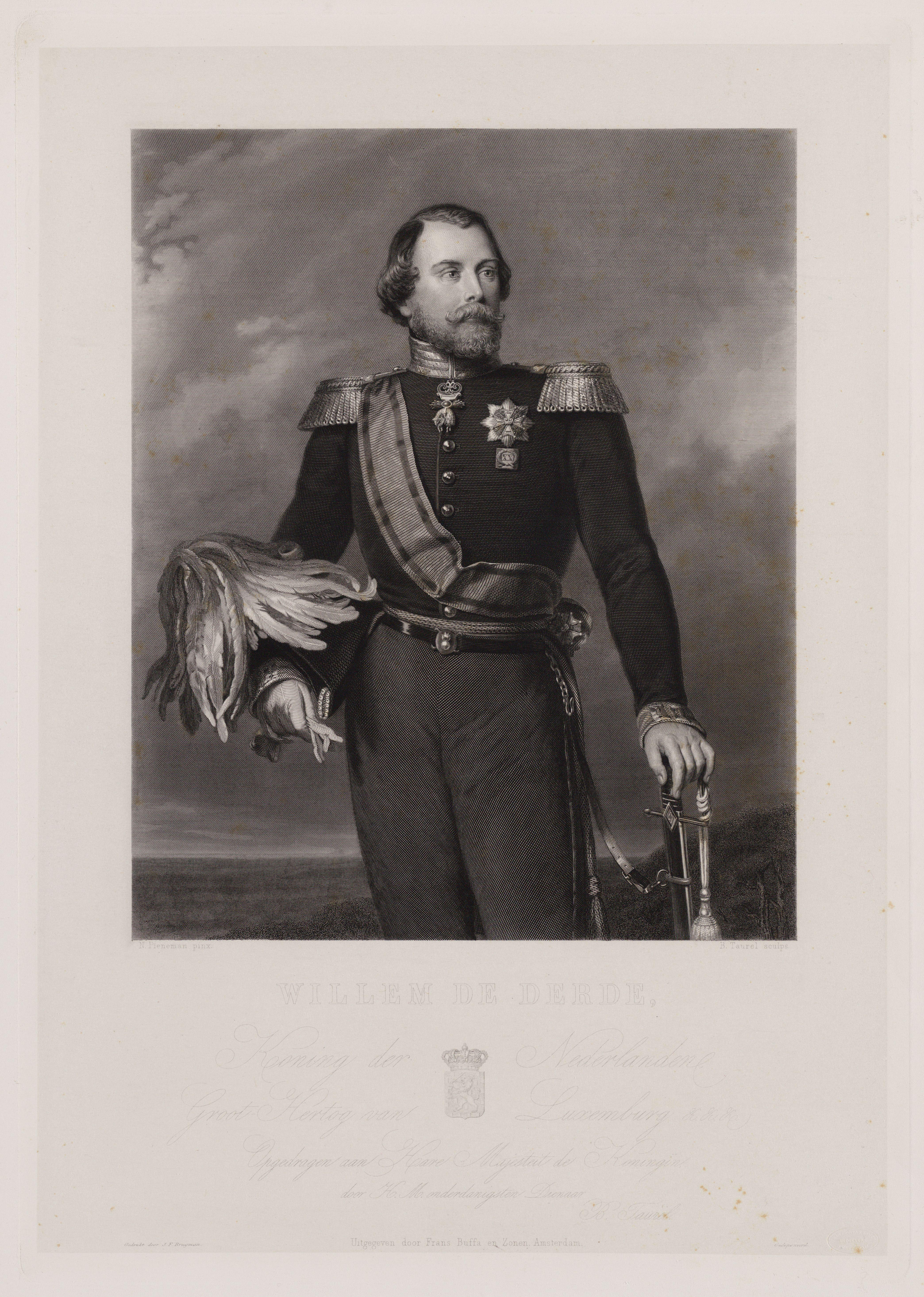
ニコラース・ピーネマンの原画によるウィレム3世 (オランダ王) Amsterdam City Archives
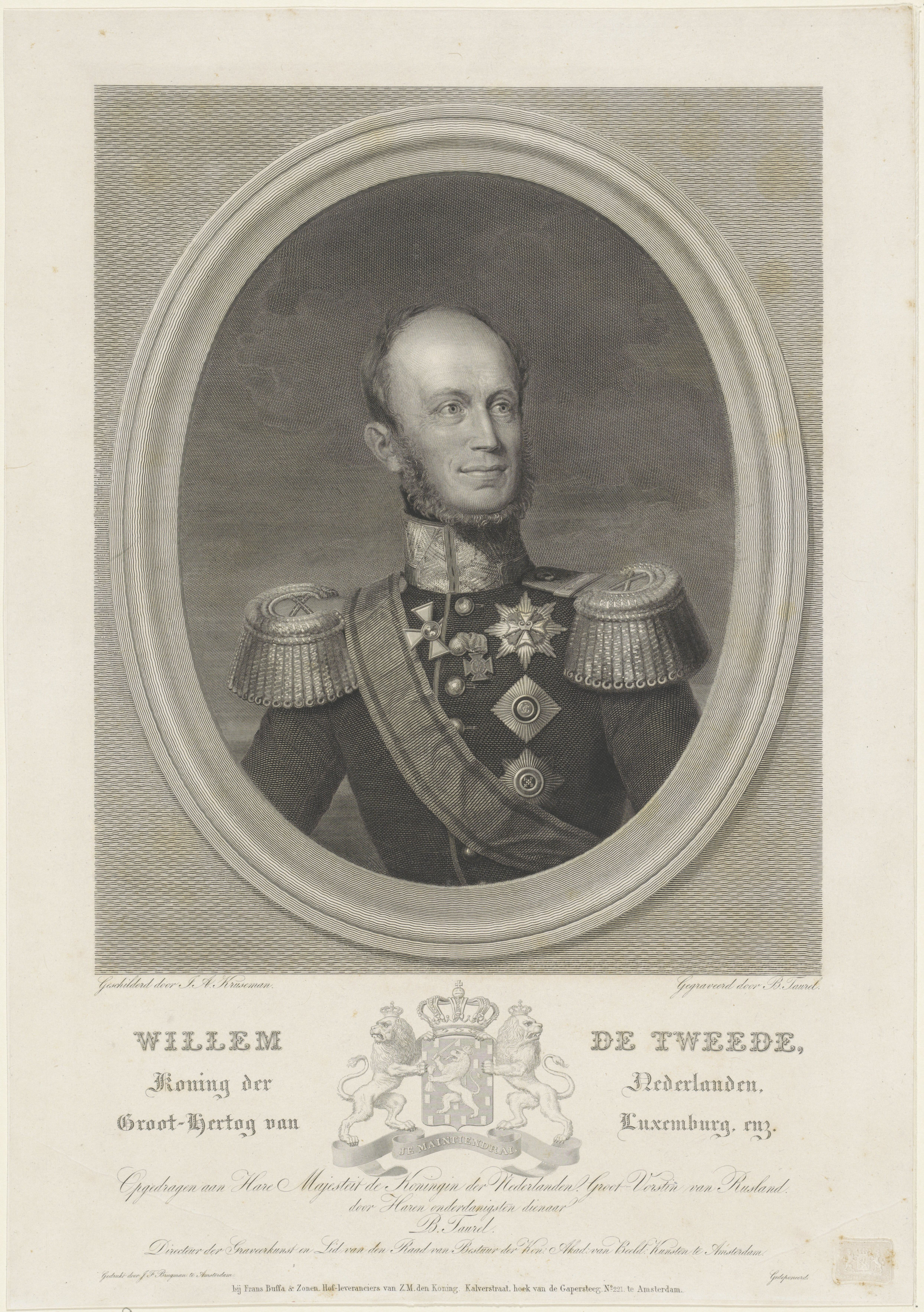
ヤン・アダム・クルーゼマンの原画によるウィレム2世 (オランダ王)
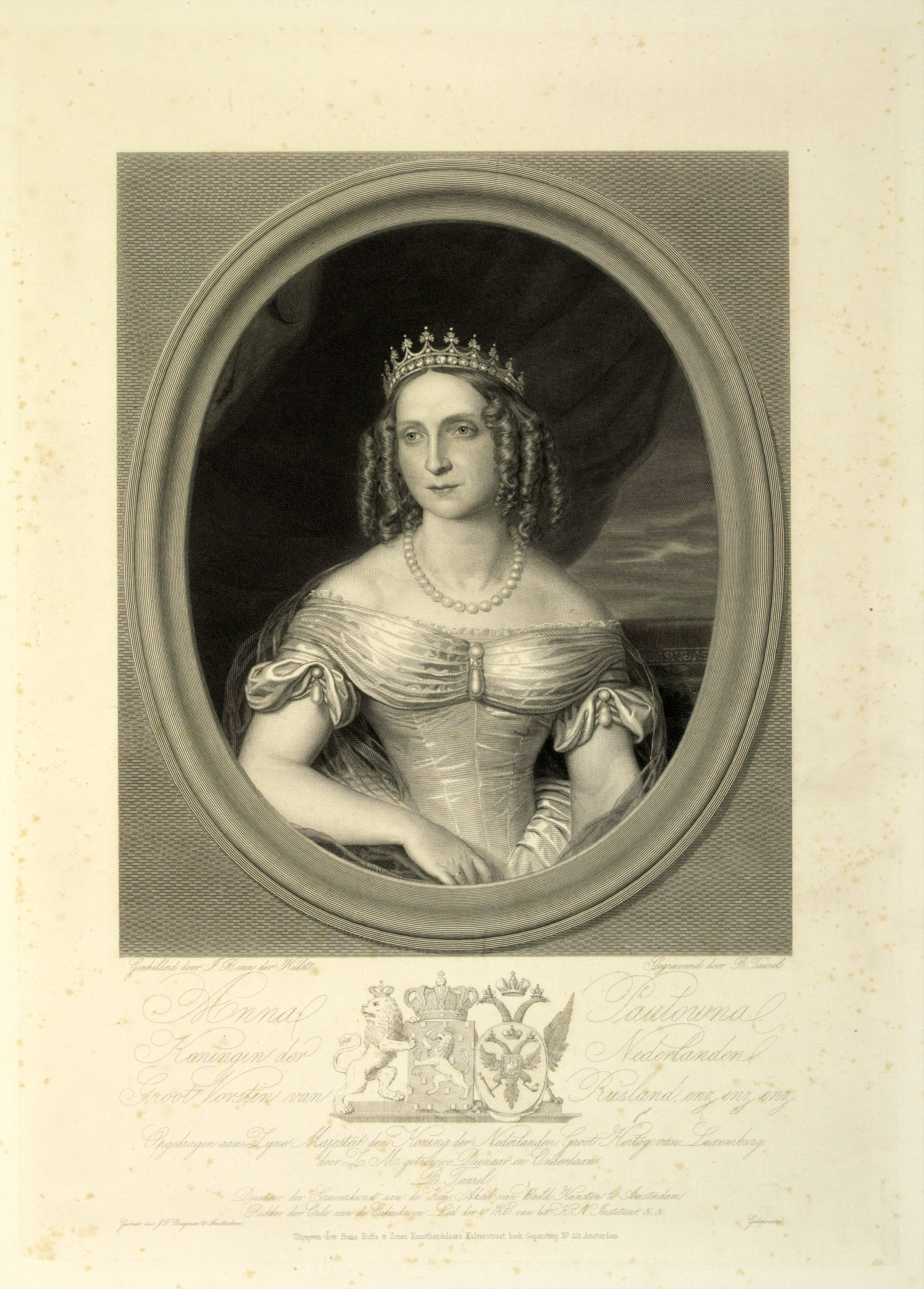
アンナ・パヴロヴナ Utrecht Archives
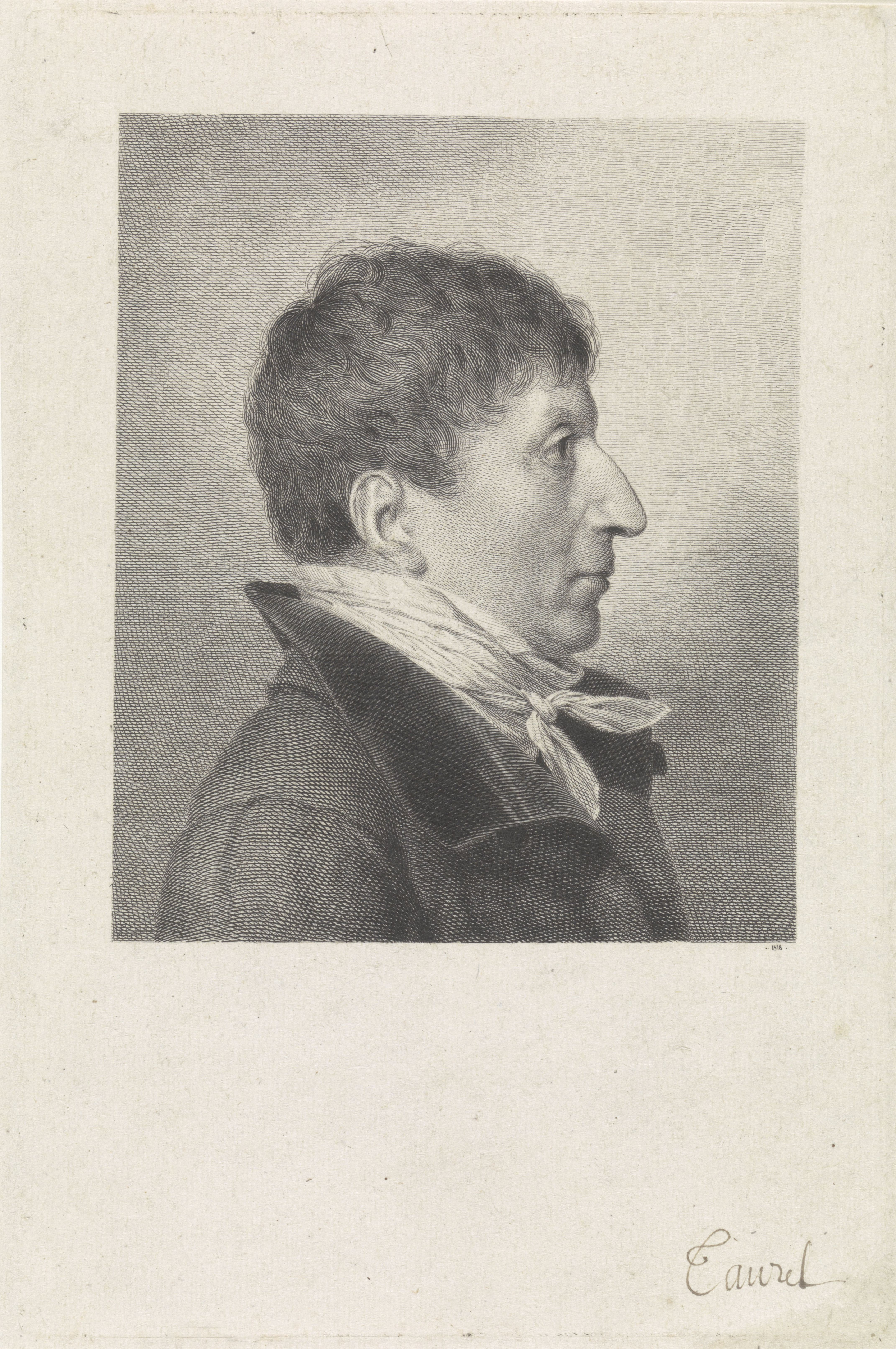
男性の肖像画 アムステルダム国立美術館